# Meldreth
Meldreth är en ort och civil parish i Storbritannien.   Den ligger i distriktet South Cambridgeshire i grevskapet Cambridgeshire i riksdelen England, i den sydöstra delen av landet, 70 km norr om huvudstaden London. Meldreth ligger 24 meter över havet och antalet invånare är 1 678.
Terrängen runt Meldreth är platt. Runt Meldreth är det ganska tätbefolkat, med 149 invånare per kvadratkilometer. Närmaste större samhälle är Cambridge, 13,9 km nordost om Meldreth. Trakten runt Meldreth består till största delen av jordbruksmark.